# John Cadbury
Pour les articles homonymes, voir Cadbury.
John Cadbury, né le 12 août 1801 et mort le 11 mai 1889, est un industriel anglais du chocolat au XIXe siècle, fondateur de la société Cadbury.
John Cadbury est né à Birmingham, fils de Richard Tapper Cadbury, dans une riche famille quaker de dix enfants venue de l'ouest de l'Angleterre. L'université et l'armée étaient alors difficilement accessibles aux quakers et il devint apprenti chez un marchand de Leeds, à 17 ans, en 1818.
Revenu à Birmingham en 1824, il ouvre une épicerie au 93 Bull Street, qui était alors un quartier à la mode, puis loue en 1831, une petite usine dans Crooked Lane pour commercialiser des boissons au chocolat, ainsi que du chocolat en barre. La famille Cadbury va mener une politique salariale avantageuse et des avantages sociaux annexes: école, piscine, crèche, assurance maladie.
C'est son implication dans la « Temperance Society » qui amena John Cadbury à faire négoce de thé de café et de chocolat, comme alternative à l'alcool, considéré comme l'une des causes de la misère et du dénuement des ouvriers. Mais d'autres grands noms de la confiserie sont eux aussi des quakers : les Frys de Bristol, les Rowntrees et Terrys de York. En 1919, l'entreprise J.S. Fry & Sons Ltd s'allie financièrement avec Cadbury.
Son fils George lui succède et lance en 1905 le premier chocolat au lait « Dairy Milk » et le chocolat noir « Bournville Plain », du nom de la ville où il a établi son usine. Pour accompagner le thé, il crée les premiers biscuits aux brisures de chocolat.